# 石鼓镇 (丹江口市)
石鼓镇，是中华人民共和国湖北省十堰市丹江口市下辖的一个乡镇级行政单位。

## 行政区划
石鼓镇下辖以下地区：
罗店社区、薜桥村、贾赛村、熊家庄村、九龙桥村、柳林村、石鼓村、盘道村、西河口村、黄川村、玉皇顶村、黄户垭村、易家沟村、温坪村、火焰山果园场和玉皇顶果园场安子垭村。